# Ambaçá ibne Ixaque Aldabi
'Ambaçá ibne Ixaque Aldabi (em árabe: عنبسة بن اسحاق الضبي; romaniz.: Anbasah ibn Ishaq al-Dabbi; lit. Ambaçá, filho de Ixaque Aldabe; m. c. 860) foi um governador provincial do Califado Abássida no século IX, servindo como governador de Raca (833), Sinde (ca. dos anos 840) e Egito (r. 852–856). Ele foi o último árabe a manter o governo do Egito sob os califas abássidas, com seus sucessores sendo turcos.

## Biografia

### Governo de Sinde

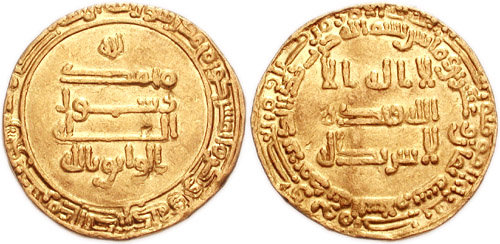
Dinar de ouro de Aluatique r.

O herdeiro de uma família árabe originária de Baçorá, Ambaçá foi nomeado para ser governador residente de Sinde pelo oficial turco Itaque, que recebeu a administração da província do califa. Para as datas do governo de Ambaçá, os historiadores Iacubi e Baladuri fornecem informação variada. Iacubi alega que foi nomeado por Itaque durante o califado de Aluatique (r. 842–847) e permaneceu governador por nove anos, antes de deixar seu posto e retorno ao Iraque após a queda de Itaque em 849. Baladuri, por outro lado, alega que foi governador durante o reinado de Almotácime (r. 833–842).
Pelo tempo de sua nomeação, Sinde estava em estado de desordem, e seu governador anterior Inrane ibne Muça Albarmaqui foi morto durante lutas internas entre os árabes locais. Quando Ambaçá chegou à província, contudo, muitos dos notáveis submeteram-se de bom grado, e ele foi posterior capaz de pacificar a região. Durante sua administração em Sinde, Ambaçá derrubou a torre duma estupa em Debal e converteu-a numa prisão. Ele também levou as pedras oriundas da demolição e começou um projeto para reconstruir Debal, mas foi demitido do governo antes de concluir seu trabalho.

### Governo do Egito

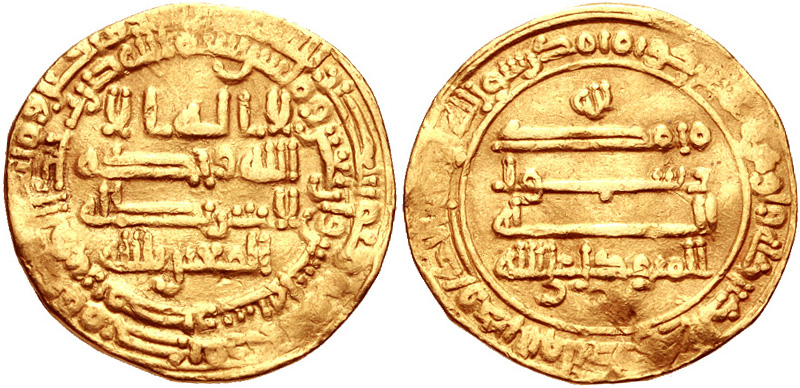
Dinar de ouro de Mutavaquil r.

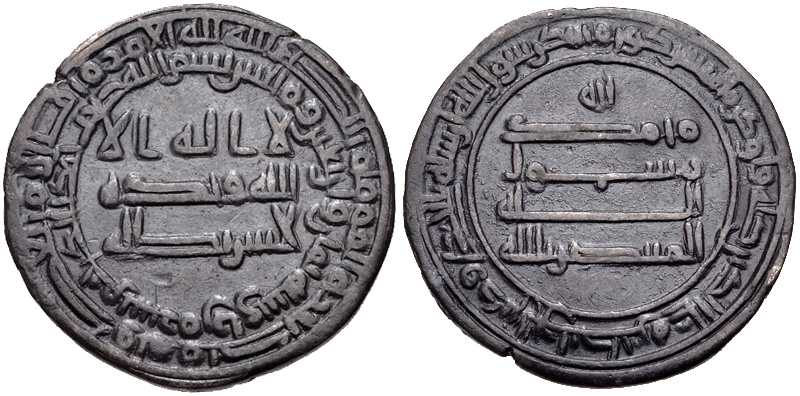
Dirrã de Almontacir r.

Em 852, Ambaçá foi nomeado como governador residente do Egito com autoridade sobre a segurança e os sacerdotes, bem como o controle conjunto com o oficial financeiro local sobre as taxas (caraje). A nomeação foi dada a ele pelo príncipe abássida Almontacir, que havia concedido a província como parte dos acordos de sucessão de Mutavaquil (r. 847–861). Enquanto governador, Ambaçá trabalhou para reduzir os abusos dos coletores de impostos e construiu uma nova almoçala em Fostate, e o historiador egípcio Alquindi considerou-o como um administrador justo e devoto. Ele também foi responsável por executar os decretos anti-dhimmi de Mutavaquil, e adicionalmente baniu a exibição pública de símbolos cristãos e o consumo de vinho.
Em 853, os bizantinos lançaram um ataque surpresa contra Damieta, destruindo-a e tomando grande número de cativos. A cidade estava indefesa naquele tempo, pois Ambaçá havia convocado os soldados locais para Fostate para celebrar o Dia de Arafá. No rescaldo da invasão, Ambaçá recebeu ordens de Mutavaquil para construir fortificações em torno de Damieta para protegê-la de futuros ataques, com a construção iniciando no ano seguinte.
Ao sul, os bejas deixaram de pagar o tributo costumeiro e em 855, eles começaram a atacar as bordas do território muçulmano, causando várias baixas. Estas atividades levaram Mutavaquil a organizar uma expedição punitiva, e Ambaçá foi instruído a fornecer todas as tropas disponíveis para a campanha. Apesar da natural dificuldade do terreno, o exército muçulmano obrigou os bejas a pedirem a paz, e o chefe deles concordou em viajar para Samarra e fazer uma submissão pessoal ao califa.[a]
Em 855, a administração de Ambaçá sobre as taxas foi revogada, deixando-o a cargo apenas da segurança e dos sacerdotes. No ano seguinte, foi demitido do governo e substituído por Iázide ibne Abedalá, um oficial turco, e retornou ao Iraque em torno do final de 858. Alquindi nota que Ambaçá foi o último árabe a servir como governador, bem como o último a liderar o povo nas súplicas da sexta-feira; dali em diante o governo foi dado aos turcos, posteriormente levando à fundação do Reino Tulúnida em 868.